# Tyrannochthonius japonicus
Tyrannochthonius japonicus es una especie de arácnido  del orden Pseudoscorpionida de la familia Chthoniidae.

## Distribución geográfica
Se encuentra en Japón y Taiwán.

## Subespecies
Existen dos subespecies:
- Tyrannochthonius japonicus dogoensis
- Tyrannochthonius japonicus japonicus